# Nièvre d’Arzembouy
Die Nièvre d’Arzembouy ist ein Fluss in Frankreich, der im Département Nièvre in der Region Bourgogne-Franche-Comté verläuft. Sie entspringt im Gemeindegebiet von Arzembouy, entwässert generell in südwestlicher Richtung und mündet nach rund 29 Kilometern im Ortsgebiet von Guérigny als linker Nebenfluss in die Nièvre.

## Orte am Fluss
(Reihenfolge in Fließrichtung)
- Arzembouy
- Giry
- Prémery
- Sichamps
- Poiseux
- Guérigny